# Josephus-Trilogie
Als Josephus-Trilogie werden die drei historischen Romane Der jüdische Krieg (1932), Die Söhne (1935) und Der Tag wird kommen (1942) des Schriftstellers Lion Feuchtwanger bezeichnet. Sie haben das Leben und Wirken des antiken Geschichtsschreibers Flavius Josephus zum Thema.
Die drei Bände bauen unmittelbar aufeinander auf und umfassen die Zeit von der Jugend bis zum Tod des jüdischen Chronisten. Band 3 – „Der Tag wird kommen“ – wurde auch unter dem Titel „Das gelobte Land“ aufgelegt (Greifenverlag Rudolstadt, 1954).
Im Nachwort des zweiten Bandes „Die Söhne“ erklärte Feuchtwanger, dass der Fortsetzungsband – demnach waren ursprünglich nur zwei Bände geplant – 1932 bereits „bis zu seinem Ende entworfen und zu einem großen Teil ausgeführt“ war. Zusammen mit dem dazu vorhandenen wissenschaftlichen Material seien diese Unterlagen vernichtet worden, als die Nationalsozialisten im März 1933 sein Haus in Berlin, Mahlerstraße plünderten.  Neuere Arbeiten, denen eine Analyse der bisher unveröffentlichten Tagebücher Feuchtwangers zu Grunde liegen, stimmen darin überein, dass ein Skript eines zweiten Bandes 1933 jedoch nicht existierte. Demnach hielt Feuchtwanger jede Planung für weitere Arbeiten und auch geringe Fortschritte an seinen Skripten in seinen Tagebüchern ausführlich fest. Arbeiten oder Skizzen an einem zweiten Band sind darin aber nicht erwähnt.

## Ausgaben
- Erstausgaben:
  - Der jüdische Krieg: Propyläen Verlag, Berlin 1932, 477 S.
  - Die Söhne: Querido Verlag, Amsterdam 1935, 542 S.
  - Der Tag wird kommen: Bermann-Fischer, Stockholm 1945, 413 S.
- Gesammelte Werke in Einzelbänden: Aufbau, Berlin.
  - Der jüdische Krieg: Bd. 2, 2. Aufl. 1998, ISBN 3-351-01661-1.
  - Die Söhne: Bd. 3, 2. Aufl. 1998, ISBN 3-351-01755-3.
  - Der Tag wird kommen: Bd. 4, 1. Aufl. 1997, ISBN 3-351-01664-6.
- Taschenbuch: Aufbau Taschenbuch Verlag, Berlin 2002.
  - Der jüdische Krieg: ISBN 3-7466-5602-8.
  - Die Söhne: ISBN 3-7466-5603-6.
  - Der Tag wird kommen: ISBN 3-7466-5604-4.